# Heilandskirche (Unterhaching)

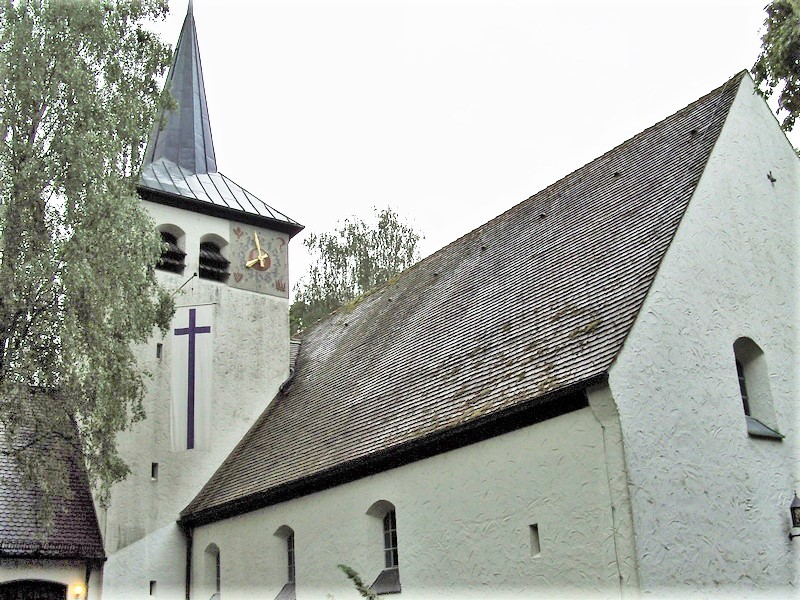

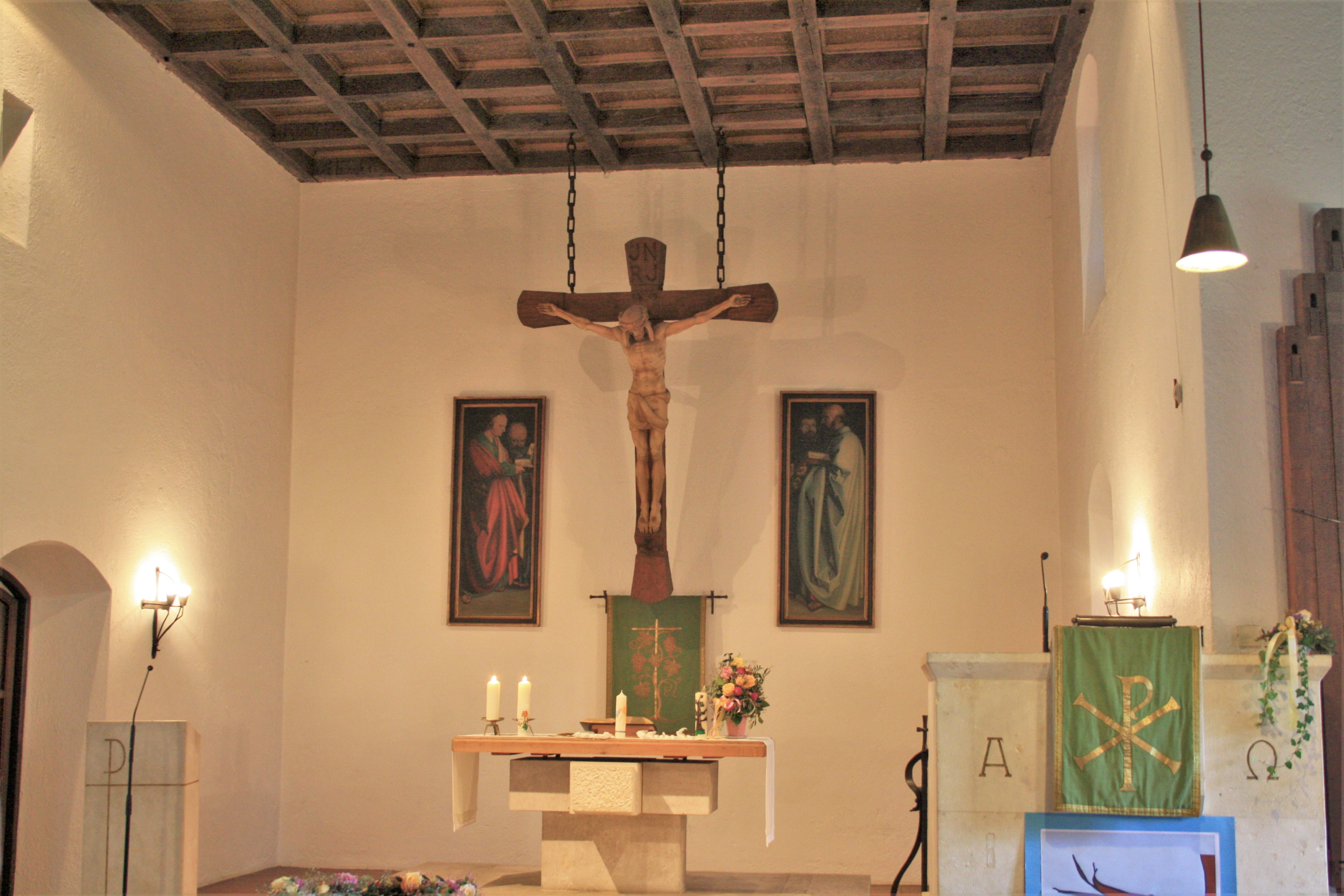

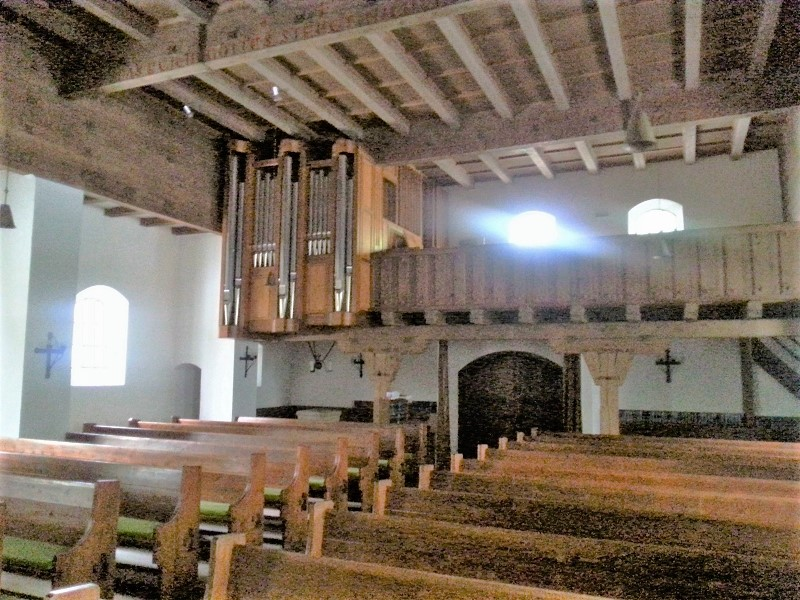

Die Heilandskirche ist eine evangelisch-lutherische Kirche der Landeskirche Bayern in Unterhaching.

## Geschichte
Erste evangelische Gottesdienste in Unterhaching fanden ab 1927 in der alten Schule statt. Am 1. August 1937 wurde der Grundstein der heutigen Heilandskirche gelegt, die am 15. Mai 1938 eingeweiht wurde. Im Jahr 1974 wurde die junge Tochtergemeinde Taufkirchen zu einer selbstständigen Kirchengemeinde erhoben und von der Zuständigkeit der Heilandskirche abgetrennt. Im Jahr 2019 wurde das in unmittelbarer Nähe zur Kirche neu errichtete Gemeindezentrum eingeweiht.

## Baubeschreibung
Der einschiffige Bau hat kleine abgerundete Fenster und innen eine massive flache Holzdecke. Im Osten schließt sich ein rechteckiger Chorraum an, dessen Altarwand von einem großen Holzkreuz geschmückt wird. An den Chorraum schließt sich seitlich der Kirchturm an, welcher von einer Spitzhaube bekrönt wird und seitlich der Schallöffnungen eine Turmuhr besitzt. Das Kirchenschiff selbst wird von einem Satteldach gedeckt.

## Orgel
Die Orgel der Heilandskirche wurde im Jahr 1986 durch die Firma Freiburger Orgelbau Hartwig und Tilmann Späth errichtet und befindet sich seitlich auf der Empore in der Brüstung. Das seitspielige Instrument besitzt vollmechanische Schleifladen sowie 18 Register auf zwei Manualen und Pedal. Die Disposition ist wie folgt:
| I Hauptwerk C–g3 |                |       |
| 1.               | Prinzipal      | 8′    |
| 2.               | Rohrflöte      | 8′    |
| 3.               | Oktave         | 4′    |
| 4.               | Spitzgamba     | 4′    |
|                  | Quinte         | 2 ⁄3′ |
| 5.               | Oktave         | 2′    |
|                  | Quinte         | 1 ⁄3′ |
| 6.               | Sesquialter II | 2 ⁄3′ |
| 7.               | Mixtur V       | 1 ⁄3′ |

| II Schwellpositiv C–g3 |             |       |
| 8.                     | Holzgedackt | 8′    |
| 9.                     | Prinzipal   | 4′    |
| 10.                    | Koppelflöte | 4′    |
| 11.                    | Waldflöte   | 2′    |
| 12.                    | Quinte      | 1 ⁄3′ |
| 13.                    | Scharff III | 1′    |
| 14.                    | Oboe        | 8′    |
|                        | Tremulant   |       |

| Pedal C–f1 |            |     |
| 15.        | Subbass    | 16′ |
| 16.        | Offenbass  | 8′  |
| 17.        | Choralbass | 4′  |
| 18.        | Trompete   | 8′  |

- Koppeln: II/I, I/P, II/P

Anmerkungen:
1. ↑  Vorabzug aus Nr. 6
2. ↑  Vorabzug aus Nr. 7